# Distopyrenis composita
Distopyrenis composita är en lavart som beskrevs av R. C. Harris. Distopyrenis composita ingår i släktet Distopyrenis och familjen Pyrenulaceae.   Inga underarter finns listade i Catalogue of Life.